# Pegomya unilongiseta
Pegomya unilongiseta este o specie de muște din genul Pegomya, familia Anthomyiidae, descrisă de Deng și Li în anul 1988. Conform Catalogue of Life specia Pegomya unilongiseta nu are subspecii cunoscute.